# Pericle Fazzini
Pericle Fazzini (Grottammare, 4 mei 1913 – Rome, 4 december 1987) was een Italiaanse schilder en beeldhouwer.

## Leven en werk
Fazzini werkte in zijn jeugd in het meubelmakersbedrijf van zijn vader, waar hij zich al vroeg in het snijden van houten beelden bekwaamde. In 1930 ging hij naar Rome om beeldhouwer te worden. Hij bezocht de tekencursus aan de Scuola libera del nudo in Rome. Als bezoeker van de Trattoria Fratelli Menghi kwam hij in contact met vele kunstenaars. In 1931 nam hij deel aan een concours voor beeldhouwers en won met een ontwerp voor een monument voor kardinaal Dusmet. In 1932 kreeg hij een studiebeurs. Hij stelde in 1934 zijn sculptuur Ritratto di Anita (Portret van Anita) tentoon in Parijs; het beeld werd aangekocht door het Musée du Jeu de Paume. Hij werd in 1935 leerling van de beeldhouwer Arturo Martini en kreeg een eigen atelier aan de Via Margutta. Hij zou in dit atelier tot zijn dood in 1987 blijven werken. In 1935 deed hij mee aan de Quadriennale di Roma met het reliëf Danza e Tempesta. Fazzini was van 1937 tot 1952 zelf docent aan de opleiding van het Museo Artistico Industriale in Rome. In 1943 kreeg hij zijn eerste solo-expositie bij Galleria La Margherita. In 1949 won hij de Premio Saint Vincent met zijn werk Sibilla (1947).
In 1954 nam Fazzini namens Italië deel aan de Biënnale van Venetië met de sculpturen Ritratto di Ungaretti, Giovane che declama en Giovane che ascolta, waar hij de eerste prijs in de afdeling beeldhouwkunst won. In 1959 werd Fazzini uitgenodigd voor deelname aan documenta II in Kassel, waar hij zijn werk Sybille uit 1947 presenteerde. Het werk van Fazzine stoelt op de traditie van de Franse beeldhouwers Auguste Rodin, Émile-Antoine Bourdelle en Aristide Maillol.
Fazzini was hoogleraar beeldhouwkunst aan de akademie van Florence van 1955 tot 1958 en van de Accademia di Belle Arti di Roma van 1959 tot 1980.
In Assisi is door de Fondazione Pericle Fazzini een museum geopend in het Palazzo del Capitano del Perdone, waar 50 werken van Fazzini uit de periode van 1931 tot 1981 worden tentoongesteld, het Museo Pericle Fazzini. Het museum organiseert eveneens exposities van moderne en hedendaagse kunst.

## Werken (selectie)
- Sibilla (1947) Museum of Modern Art, New York - Openluchtmuseum voor beeldhouwkunst Middelheim in Antwerpen - een afgietsel uit 1961 is te zien in de Duitse stad Kiel
- Groping Boy (1955) bestemd voor de stad Bristol, maar geweigerd.[2] Het beeld kwam later in de Collectie Daniel.
- Danzatrice (1956/60) Beeldenpark Hakone in Japan
- La Resurrezione[3] (1971) Aula Paolo VI (pauselijke auditiëntiezaal) in Vaticaanstad
- Monumento per la Resistenza in Ancona
- Monumento a Padre Pio (1987), Piazza Padre Pio in San Giovanni Rotondo
- Diverse andere werken[4]